# Godmanchester, Québec
Godmanchester är en kommun av typen kanton (municipalité de canton) i provinsen Québec i Kanada. Den ligger i regionen Montérégie, i den sydöstra delen av landet, 120 km öster om huvudstaden Ottawa. Antalet invånare var 1 403 vid folkräkningen 2021. Landarean är 139 kvadratkilometer.